# مقام تميم الداري (الخليل)

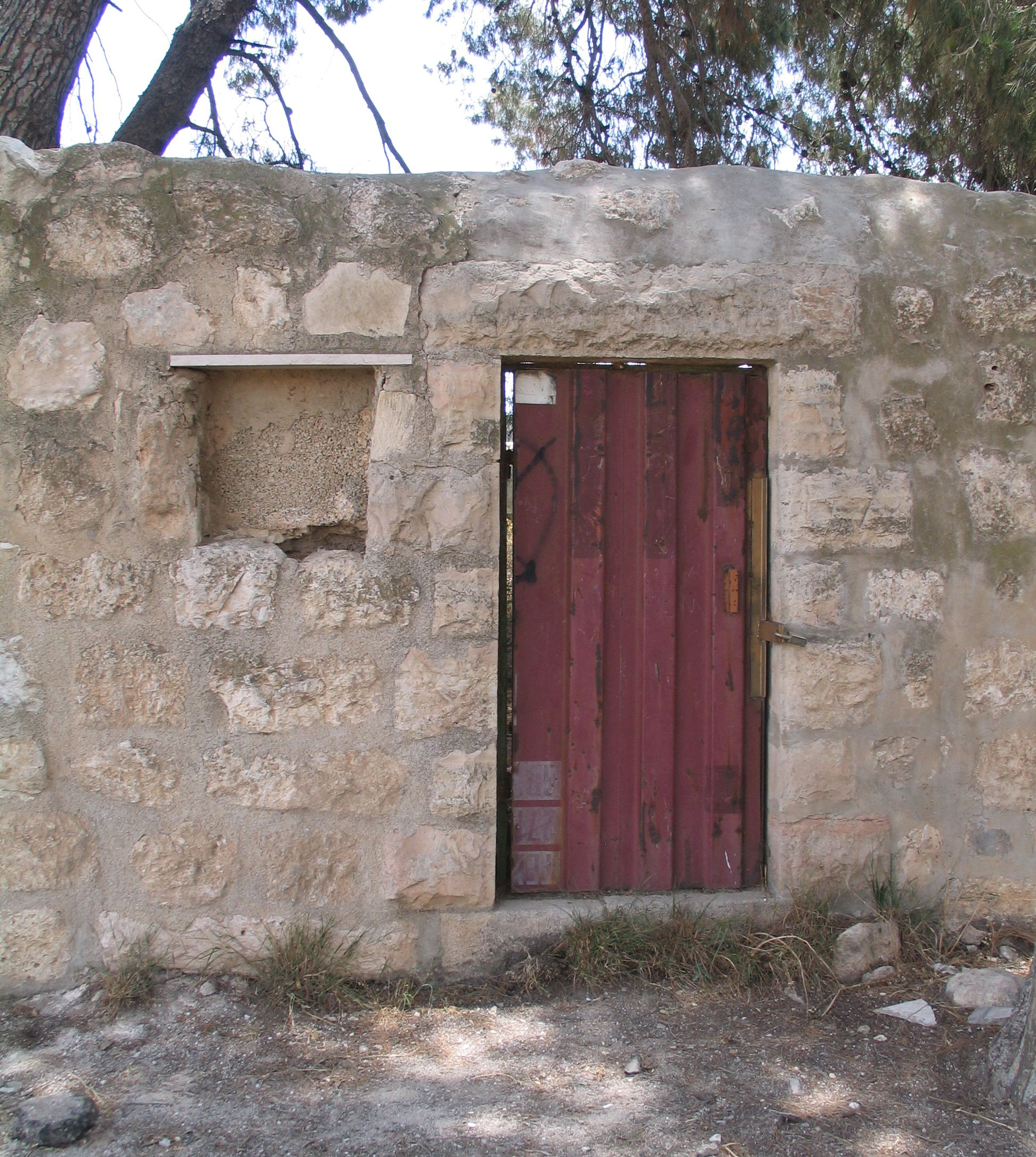
مبنى ضريح الصحابي تميم بن أوس الداري في بيت جبرين

مقام وضريح الصحابي تميم الداري، يقع في قرية بيت جبرين المهجرة غرب مدينة الخليل، وهو عبارة عن مبنى يضم مسجد ومقام فيه ضريح يُنسب للصحابي تميم بن أوس الداري، أحد صحابة النبي محمد، حيث سكن هذه المنطقة في فترة من الفترات.

## صور

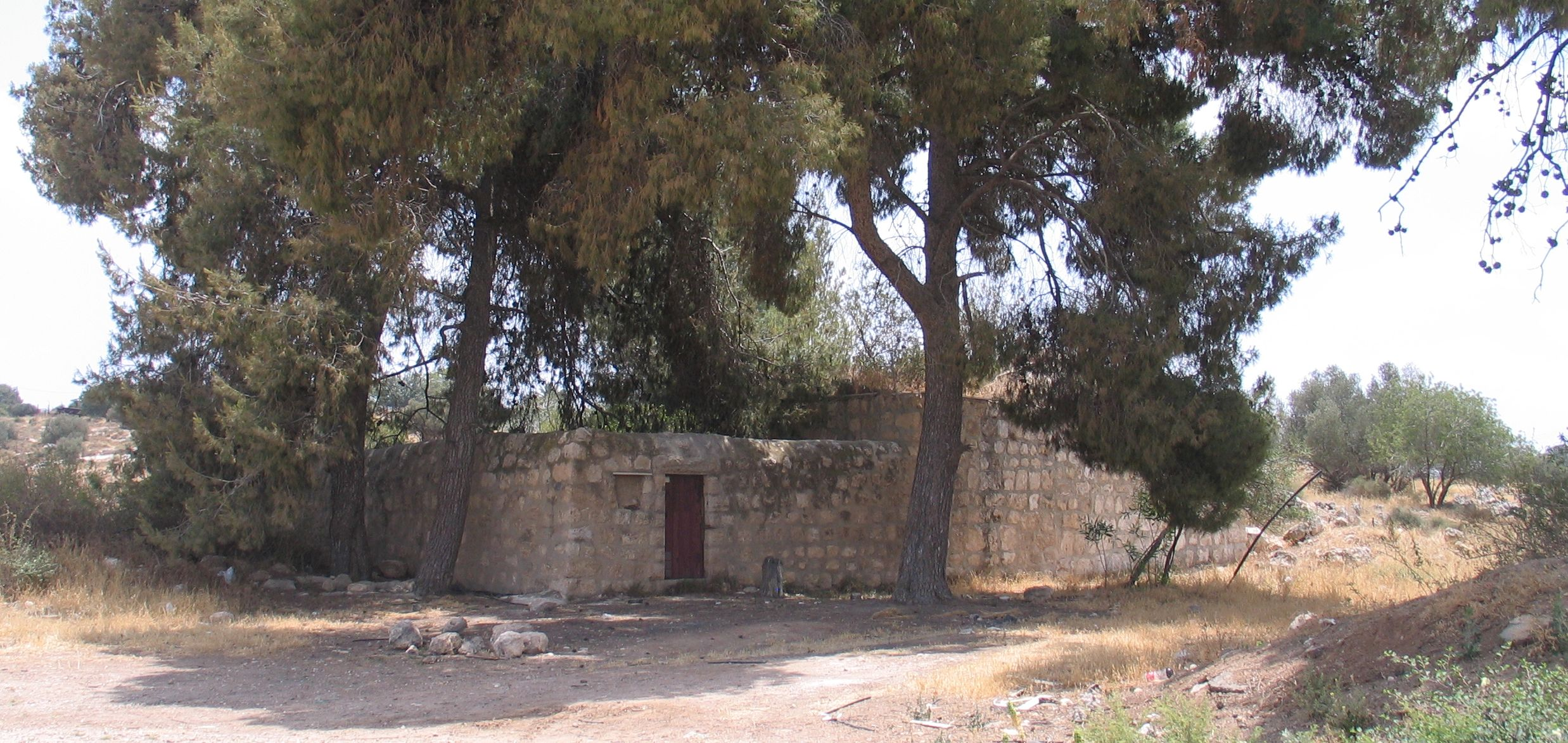
صور من مقام الصحابي تميم الداري في بيت جبرين
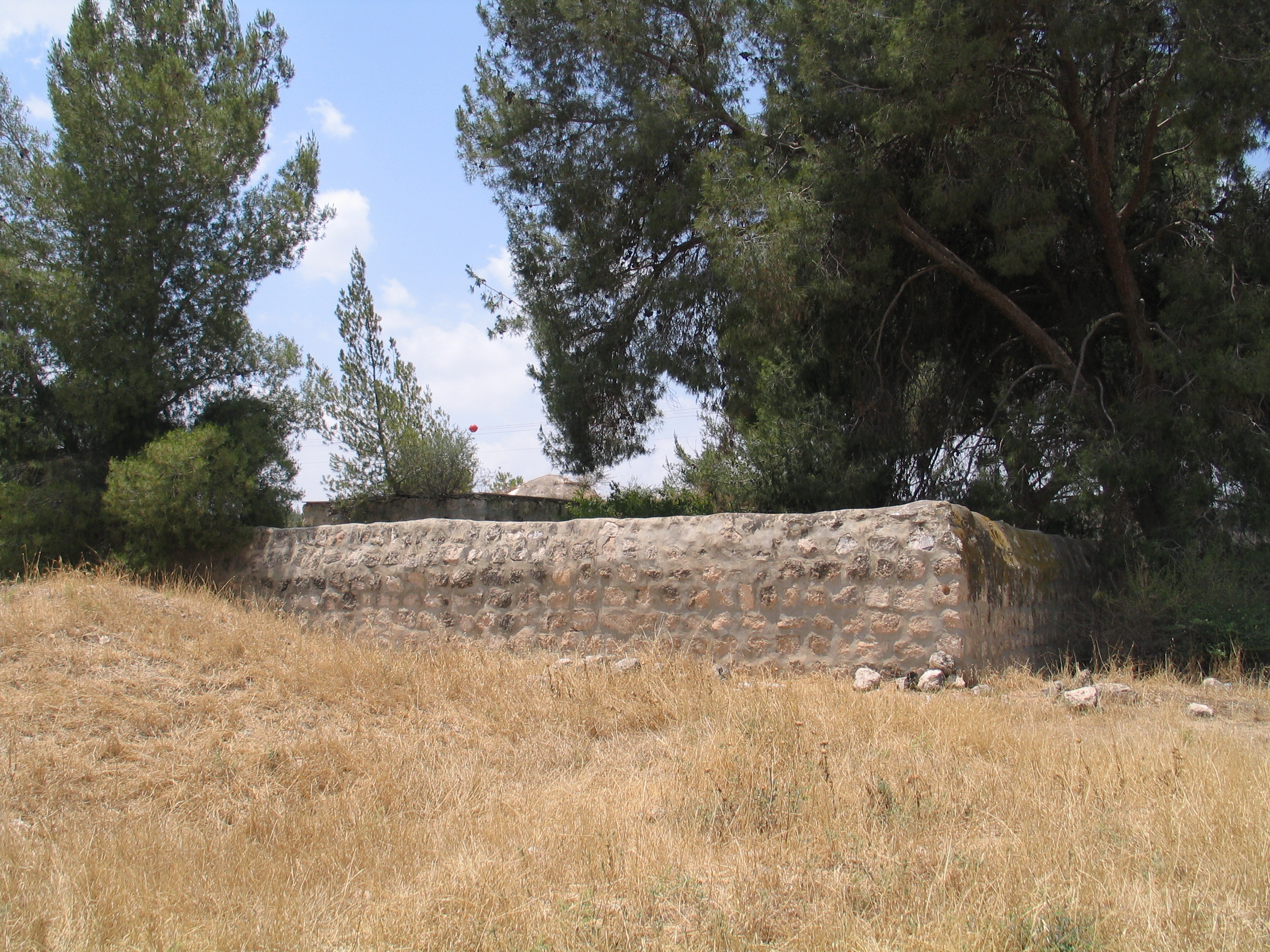
صور من مقام وقبر الصحابي تميم الداري في بيت جبرين